# Не вернувся із походу…
«Не вернувся із походу…» — вірш Тараса Шевченка, написаний під час заслання 1848 року на Косаралі.

## Написання
Збереглося кілька чистових автографів вірша: у «Малій книжці»; автограф у «Більшій книжці»; першодрук у журналі «Народное чтение» (1860 рік, № 1, стор. 144—145). Автографи не датовано.
Вірш датується дослідниками за місцем автографа у «Малій книжці» серед творів 1848-го та часом зимівлі Аральської описової експедиції в 1848—1849 роках на Косаралі, орієнтовно: кінець вересня — грудень 1848 року, місце написання — Косарал.
Автограф, з якого вірш переписано до «Малої книжки», не відомий. До «Малої книжки» Шевченко заніс вірш під № 58 у дев'ятому зшитку за 1848 рік, орієнтовно наприкінці 1849-го — на початку 1850 року (до арешту 23 квітня). 1858 року, не раніше 18 березня і не пізніше 22 листопада, Шевченко переніс вірш з «Малої книжки» до «Більшої книжки» з виправленнями у рядках 8 і 13. Публікацію в журналі «Народное чтение» (1860 рік, № 1, стор. 144—145) зроблено за «Більшою книжкою». Вірш «Не вернувся із походу…» надруковано другим у добірці з чотирьох Шевченкових творів під загальною назвою «Малороссийские стихотворения» без прізвища автора. Тут же вміщено його російський переклад О. Плещеєва.
Найімовірніше, з «Малої книжки» вірш переписано до рукописного списку невідомої особи з окремими виправленнями Шевченка кінця 1850-х років, що належав Л. Жемчужникову і не зберігся. Деякі відміни цього списку подав О. Кониський. Відзначений ним варіант у рядку 13 збігається з текстом «Малої книжки».

## Публікація
Вперше вірш введено до зібрання творів у виданні: «Кобзарь Тараса Шевченка / Коштом Д. Е. Кожанчикова» (СПб., 1867 рік, стор. 487) і у книжці: «Поезії Тараса Шевченка» (Львів, 1867 рік, том 1, стор. 224).
Відомі дослідникам списки вірша походять від друкованих джерел. Першодрук у журналі «Народное чтение» (1860 рік, № 1, стор. 144—145) та наступна публікація в журналі «Основа» (1861 рік, № 8, стор. 2), також здійснена за «Більшою книжкою», є джерелом списків у збірці «Барвінок. Пісні, вірші та байки», укладеній 1863 року А. І. Фесенком, у збірці «Сочинения Т. Г. Шевченка» 1862-го, у рукописних «Кобзарях» — 1865-го, переписаному Д. Демченком, 1866-го, другої половини XIX ст. та інше.

## Сюжет
Вірш є ліричною мініатюрою в народнопісенному дусі. Тема скривдженого кохання розкривається тут як драма дівочої самотності. Розповідь ведеться від імені ліричної героїні, яка знехтувала мораль свого середовища і за це зазнає осуду.

## Музика
На музику вірш поклали М. Лисенко і Я. Смеречанський. 1962 року на Полтавщині записано на цей текст народну мелодію.